# Gert Gawellek
Gert Gawellek (* 25. April 1959 in Plauen) ist ein Brigadegeneral a. D. des Heeres der Bundeswehr. Er ist der erste ehemalige Offizier der Nationalen Volksarmee (NVA) der DDR, der in der Bundeswehr in die Dienstgradgruppe der Generale aufgestiegen ist.

## Militärische Laufbahn

### Ausbildung und erste Verwendungen in der NVA
Gawellek trat 1978 als Offiziersschüler in die NVA ein und absolvierte bis 1982 die Offiziersausbildung an der Offiziershochschule der Landstreitkräfte „Ernst Thälmann“ der NVA in Löbau (Sachsen). Er studierte an der Sektion 02 für  Mot.Schützenkommandeure im Ausbildungsprofil Kommandeure für Aufklärungs- und Fallschirmjägereinheiten. Am 14. August 1982 beendete er das Studium als Hochschulingenieurökonom und wurde zum Leutnant ernannt. In der NVA hatte er mehrere Führungsverwendungen inne. In seiner letzten Verwendung vor der Deutschen Wiedervereinigung studierte er an der Frunse-Militärakademie der Sowjetarmee in Moskau.

### Dienst in der Bundeswehr
Nach dem Beitritt der DDR zur Bundesrepublik Deutschland und der damit verbundenen Auflösung der NVA wurde Gawellek in die Bundeswehr übernommen. Er diente in den ersten Jahren als S 3-Offizier bei der Heimatschutzbrigade 38 in Weißenfels und als Kompaniechef beim Panzeraufklärungsbataillon 3 in Lüneburg. Von 1996 bis 1998 absolvierte er den 39. Generalstabslehrgang Heer an der Führungsakademie der Bundeswehr in Hamburg, wo er zum Offizier im Generalstabsdienst ausgebildet wurde. Anschließend diente er als G 4-Stabsoffizier bei der Luftlandebrigade 31 in Oldenburg. Mit Teilen seiner Brigade war er ab 1998 im Rahmen der SFOR-Mission in Bosnien-Herzegowina im Einsatz.
Von 2000 bis 2002 war Gawellek Kommandeur der Einsatzkräfte des Kommando Spezialkräfte und als solcher maßgeblich am Kampfeinsatz des KSK im Rahmen der Combined Joint Special Operations Task Force-SOUTH/Task Force K-Bar gegen die Taliban in Afghanistan beteiligt. 2004 wurde die Einheit durch US-Präsident George W. Bush mit der Presidential Unit Citation für „außerordentlichen Mut, Einfallsreichtum und aggressiven Kampfgeist im Gefecht gegen einen gut ausgestatteten, gut ausgebildeten und heimtückischen terroristischen Feind“ ausgezeichnet.
Ab 2002 diente Gawellek als Referent im Referat III 2 (Konzeption) im Führungsstab des Heeres im Bundesministerium der Verteidigung in Bonn und war 2005 und 2006 Leiter der Gruppe Grundlagen der Division Spezielle Operationen in Regensburg. 2007 kehrte er zum Kommando Spezialkräfte zurück und wurde dessen stellvertretender Kommandeur.
Weitere Tätigkeiten waren ab 2010 Gruppenleiter I 1 (Heeresentwicklung) im Heeresamt in Köln und Referatsleiter III 3 (Heeresentwicklung) im Führungsstab des Heeres im Bundesministerium der Verteidigung. 2012 wurde er Unterabteilungsleiter II 2 (Zukunftsentwicklung/Fähigkeitsmanagement) im neu aufgestellten Kommando Heer am Dienstort Bonn. Im Mai 2013 wurde er als Nachfolger von Reinhardt Zudrop zum Brigadekommandeur der Luftlandebrigade 31 in Oldenburg. Im Januar 2014 beförderte ihn Bundesministerin der Verteidigung Ursula von der Leyen zum Brigadegeneral. Ab 2014 war er auf einem dienstpostenähnlichen Konstrukt bei der 1. Panzerdivision in Hannover zur Vorbereitung auf seine Folgeverwendung: Im August 2015 sollte Gawellek den Dienstposten des Militärattachés an der Deutschen Botschaft in Moskau antreten – eine Aufgabe, für die er aufgrund seiner Erfahrungen mit dem russischen Militär und seiner fließenden Russischkenntnisse prädestiniert schien. Allerdings wurde ihm von den russischen Behörden ohne Angabe von Gründen ein Visum verweigert. Diplomaten sahen darin eine Vergeltungsmaßnahme, da die Bundesrepublik zuvor die Einreise eines russischen Generals abgelehnt hatte.
Am 29. Februar 2016 trat er den Dienstposten General Flugbetrieb Heer und stellvertretender Kommandeur der Division Schnelle Kräfte an. Ab Februar 2019 wurde Gawellek im Kommando Heer verwendet. Er wurde vor dem 25. März 2023 in den Ruhestand versetzt und ist seitdem als Berater der Bundeswehr tätig.

## Auszeichnungen
- Ehrenmedaille der Bundeswehr
- Einsatzmedaille der Bundeswehr SFOR
- Einsatzmedaille OEF
- Presidential Unit Citation, USA
- Combat Infantryman Badge, USA
- Ehrenkreuz der Bundeswehr in Gold